# Брук, Том
Том Брук (англ. Tom Brooke; род. в 1978 году в Лондоне) — британский актёр. Сын актёра Пола Брука. Учился в школе Аллейн в Даличе, южном Лондоне, в Университете Халла, в Лондонской академии музыкального и драматического искусства. Наиболее известные роли Брука — Билл Уиггинс в третьем сезоне сериала BBC «Шерлок», Хромой Лотар Фрей в третьем сезоне сериала HBO «Игра престолов» и Фиор в сериале AMC «Проповедник».

## Фильмография
Фильмы
| Год  | Название                                    | Роль                |
| ---- | ------------------------------------------- | ------------------- |
| 2004 | Бриджит Джонс: Грани разумного              | помощник продюсера  |
| 2009 | Молодая Виктория                            | человек на мыльнице |
| 2009 | Рок-волна                                   | Тупой Кевин         |
| 2011 | Ветеран                                     | Дэнни Тёрнер        |
| 2017 | Как разговаривать с девушками на вечеринках |                     |
| 2017 | Смерть Сталина                              | Сергей              |
| 2022 | Империя света                               | Нил                 |

Телевидение
| Год         | Название                             | Роль                 |
| ----------- | ------------------------------------ | -------------------- |
| 2012        | Пустая корона: Генрих V              | Ним                  |
| 2013        | Игра престолов                       | «Хромой», Лотар Фрей |
| 2013        | Пуаро Агаты Кристи: Большая четвёрка | Лоуренс Босвелл Тисо |
| 2014        | Шерлок                               | Билл Уиггинс         |
| 2016        | Проповедник                          | Фиор                 |
| 2018 — 2020 | Телохранитель                        | Энди Апстед          |
| 2020        | Корона                               | Майкл Фэган          |

## Награды
Брук получил премию TMA за лучшую мужскую роль второго плана за своё выступление в постановке пьесы «Длинный, короткий и высокий» в Шеффилдском лицее в 2006 году. В 2011 году, Брук сыграл полоумного Ли в новой постановке известной пьесы Джеза Баттеруорта «Иерусалим» в театре Ройал-Корт, получив большой успех. В следующем году, он повторил роль в театре Аполло. С тех пор он появился в новой постановке пьесы «Кухня» Арнольда Вескера, получив аплодисменты от критиков, хотя отзывы о постановке были не столь благоприятными.